# Gegenstempel

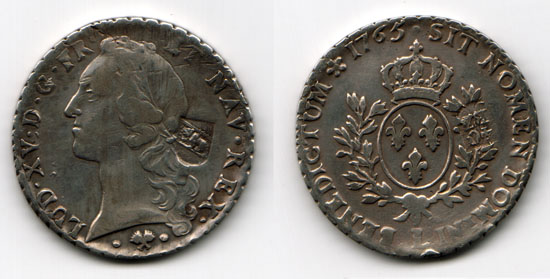
Französischer Taler (1765) mit Berner Gegenstempel

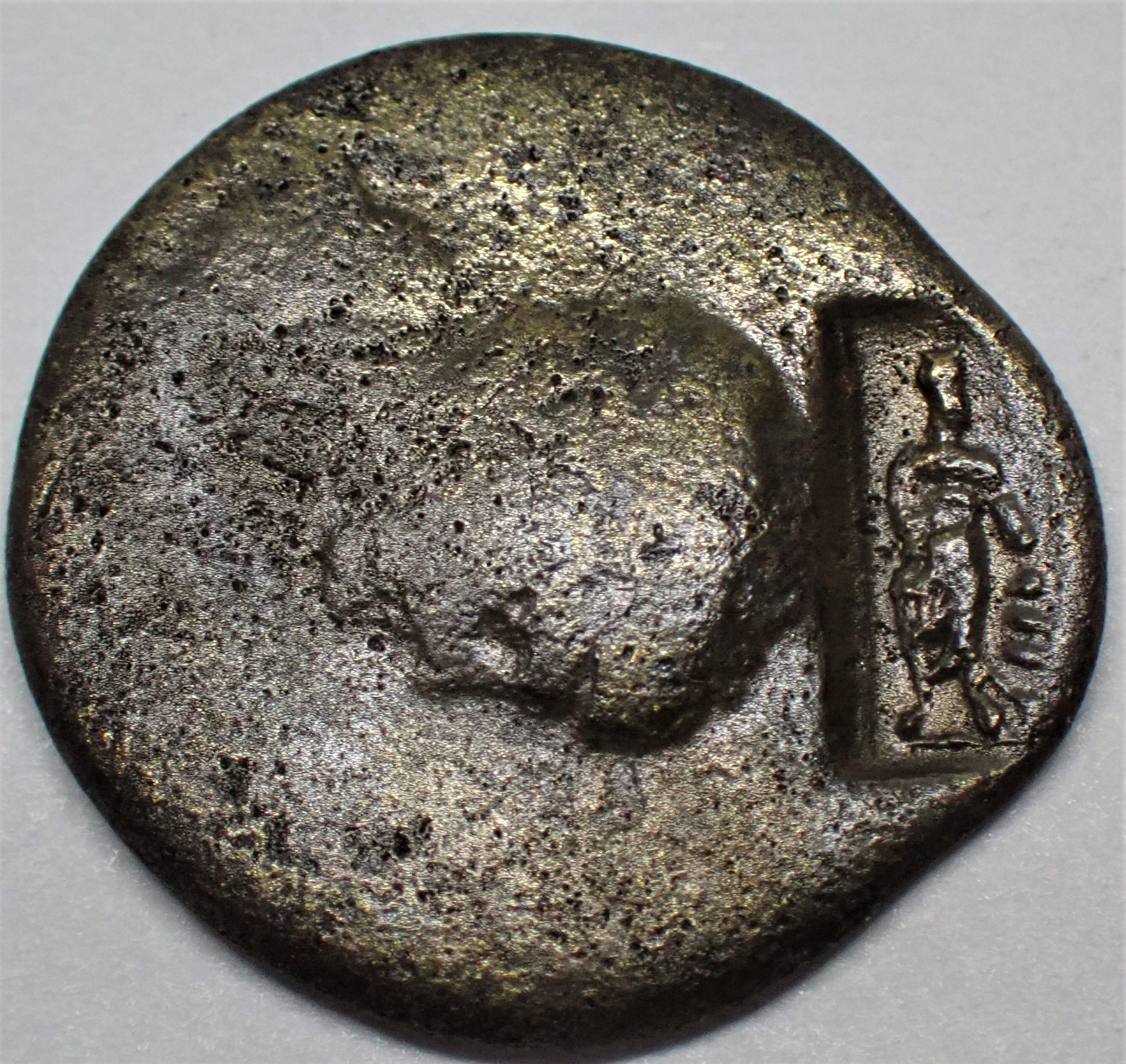
Gegenstempel zur Remonetarisierung einer unkenntlich gewordenen römischen Münze

Ein Gegenstempel, auch Kontermarke und Stempelzeichen genannt, ist eine von der Antike bis ins 20. Jahrhundert mit einem kleinen Stempel oder einer Punze angebrachte Markierung (Buchstaben, Zahlen oder Zeichen) auf einer Münze oder Medaille, die nachträglich eingeschlagen wurde, um anzuzeigen, dass eine bisher ungültige Münze Geltung erhält oder dass der Wert einer bisher kursierenden Münze verändert worden ist. Die Gegenstempelung führt häufig zu einer sekundären Fehlprägung, vor allem zu Schrötlingsrissen. Die Gegenstempelung unterscheidet sich von einer Überprägung dadurch, dass letztere das gesamte vorherige Münzbild beidseitig zu überprägen versucht, während sich die Gegenstempelung auf eine Teilfläche der Münze beschränkt und im Regelfall einseitig erfolgt.
Gelegentlich versahen auch Privatpersonen oder Unternehmen Münzen mit Gegenstempeln, beispielsweise zu Prüfzwecken oder als Werbemittel. Gegenstempel kennzeichnen eine bestimmte Phase der Objektgeschichte einer Münze.

## Gegenstempel auf griechischen Münzen der Antike
In der griechischen Antike sollten Gegenstempel die Umlauffähigkeit abgenutzter und fremder Münzen dokumentieren. Damit konnten Münzen mit wenig Aufwand umlauffähig gehalten werden, ohne sie komplett umzuprägen oder vorher sogar einschmelzen zu müssen. Gerade bei antiken griechischen Münzen vor der hellenistischen Zeit, die oft nur schwer zu datieren sind, können Gegenstempel zusätzliche Anhaltspunkte für ihre chronologische Einordnung liefern. Zudem geben sie Hinweise über den Geldumlauf und wirtschaftliche Verflechtungen. Beispielsweise musste Byzantion wegen hoher Tributzahlungen an die Kelten nach 280 v. Chr. fremdes Kurantgeld gegenstempeln, um den Bedarf decken zu können. Die Gegenstempel trugen eine Prora und die Buchstaben ΠΥ für Byzantion.  Aus hellenistischer Zeit sind Tetradrachmen aus der Zeit Alexanders oder der Stadt Side von den Seleukiden häufig mit einem Anker auf der Porträtseite gegengestempelt worden, um den Umlauf in ihrem Herrschaftsgebiet zu genehmigen. Die Monetarisierung eines großen Teils ihres Herrschaftsbereichs hatte erst durch Alexander eingesetzt, allerdings dann gleich in einem so erheblichen Umfang, dass lange Zeit kein großer Bedarf für weitere Prägungen bestand, so dass die Gegenstempelung als hoheitlicher Akt genügte. Der Anker sollte auf einen Gründungsmythos der Seleukiden verweisen.

## Römische Münzen mit Gegenstempeln

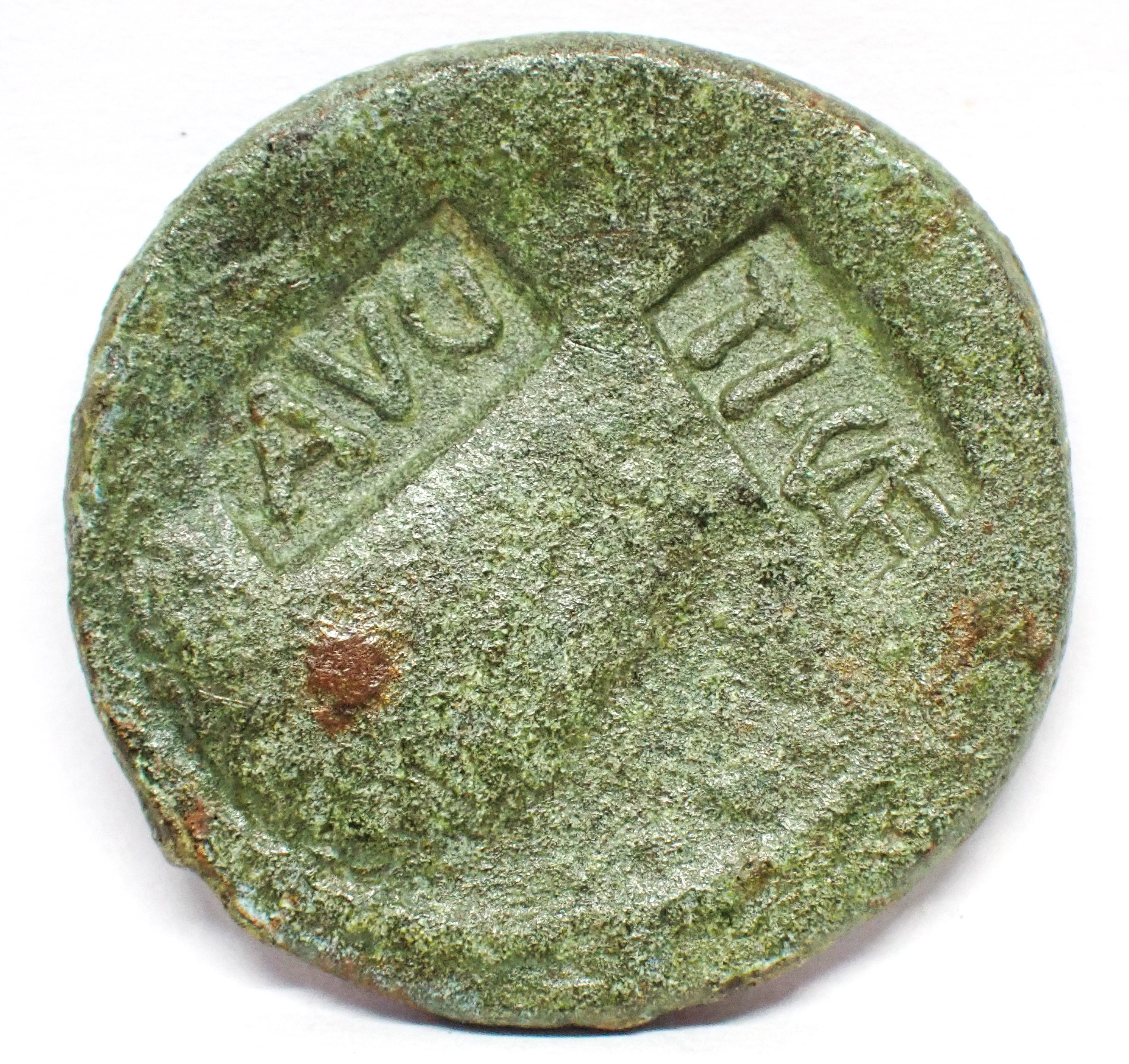
Römisches As aus Lugdunum mit Gegenstempel für Tiberius

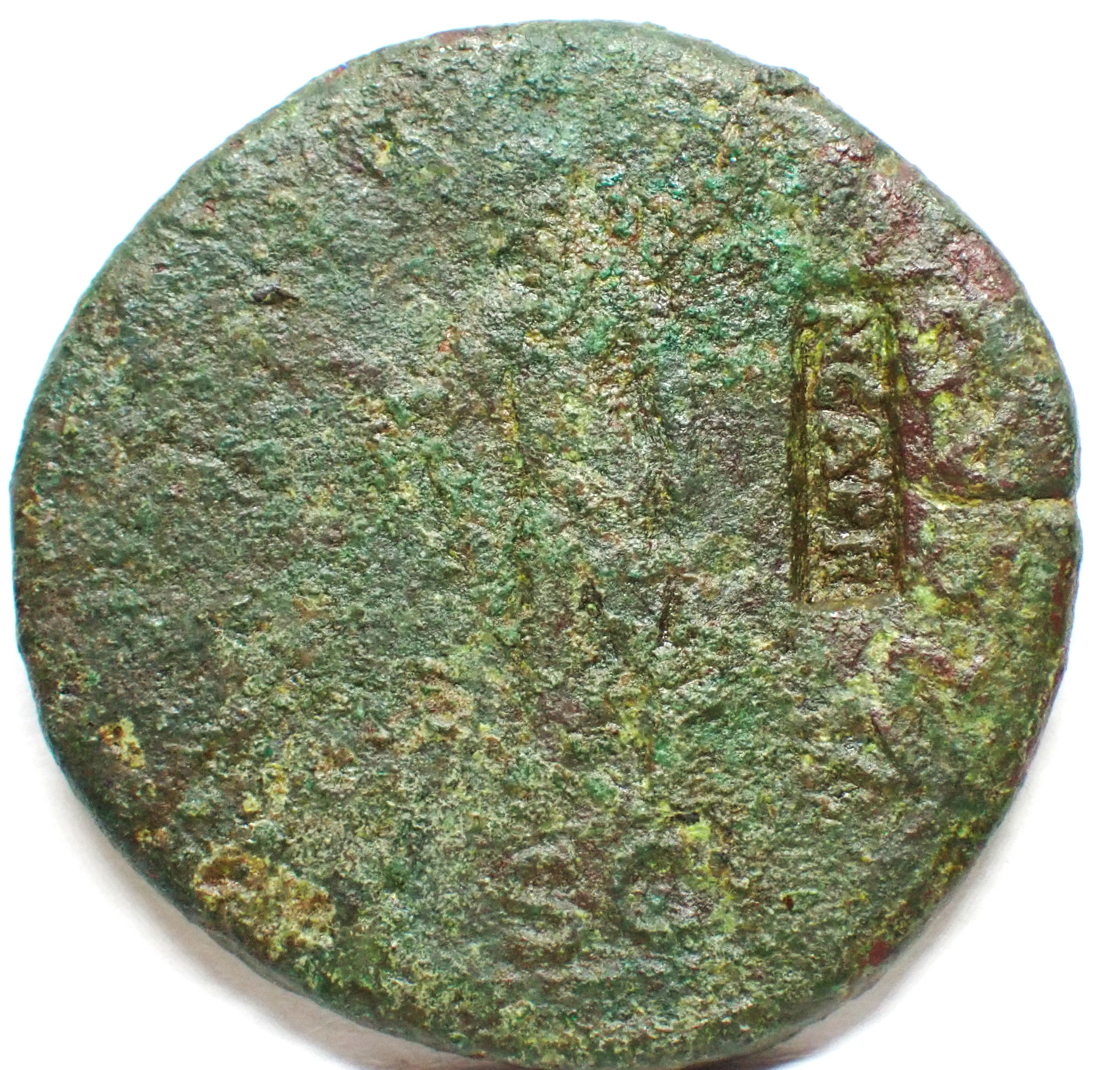
Gegenstempel NCAPR auf Sesterz des Nero

Aus der Zeit der Römischen Republik sind keine Münzen mit Gegenstempeln bekannt. Recht häufig werden diese dann aber in der frühen Kaiserzeit, in den Jahren zwischen 12 v. Chr. und 69 n. Chr. Die Gegenstempelungen kennzeichnen in den meisten Fällen Geldgeschenke von Truppenkommandeuren an ihre Soldaten, so zum Beispiel mit TIB gegengestempelte Asse wie der aus Lugdunum im Namen des Tiberius.
Weitere unter Augustus geprägte Münzen wurden mit AVG, VES (Vespasian) oder NCAPR (Nero Caesar Augustus protavit „für weiteren Umlauf“) gegengestempelt.

## Gegenstempel auf Münzen der Neuzeit
Meist wurden Münzen mit Gegenstempeln versehen, wenn sie im Lauf einer Münzreform einen neuen Nennwert erhalten sollten oder wenn ausländische Münzen eines anderen Währungsgebietes (zum Beispiel von Nachbarländern) zu einem fixen Kurs für den einheimischen Zahlungsverkehr (Umlauf) zugelassen werden sollten. Das war zum Beispiel bei 2/3 Talern von 1678 aus Sachsen-Lauenburg der Fall, die 1715 mit dem Wismarer Stadtwappen und den Buchstaben N/W für den Umlauf in Wismar gegengestempelt wurden und ihren Nominalwert auf das Doppelte erhöhten.

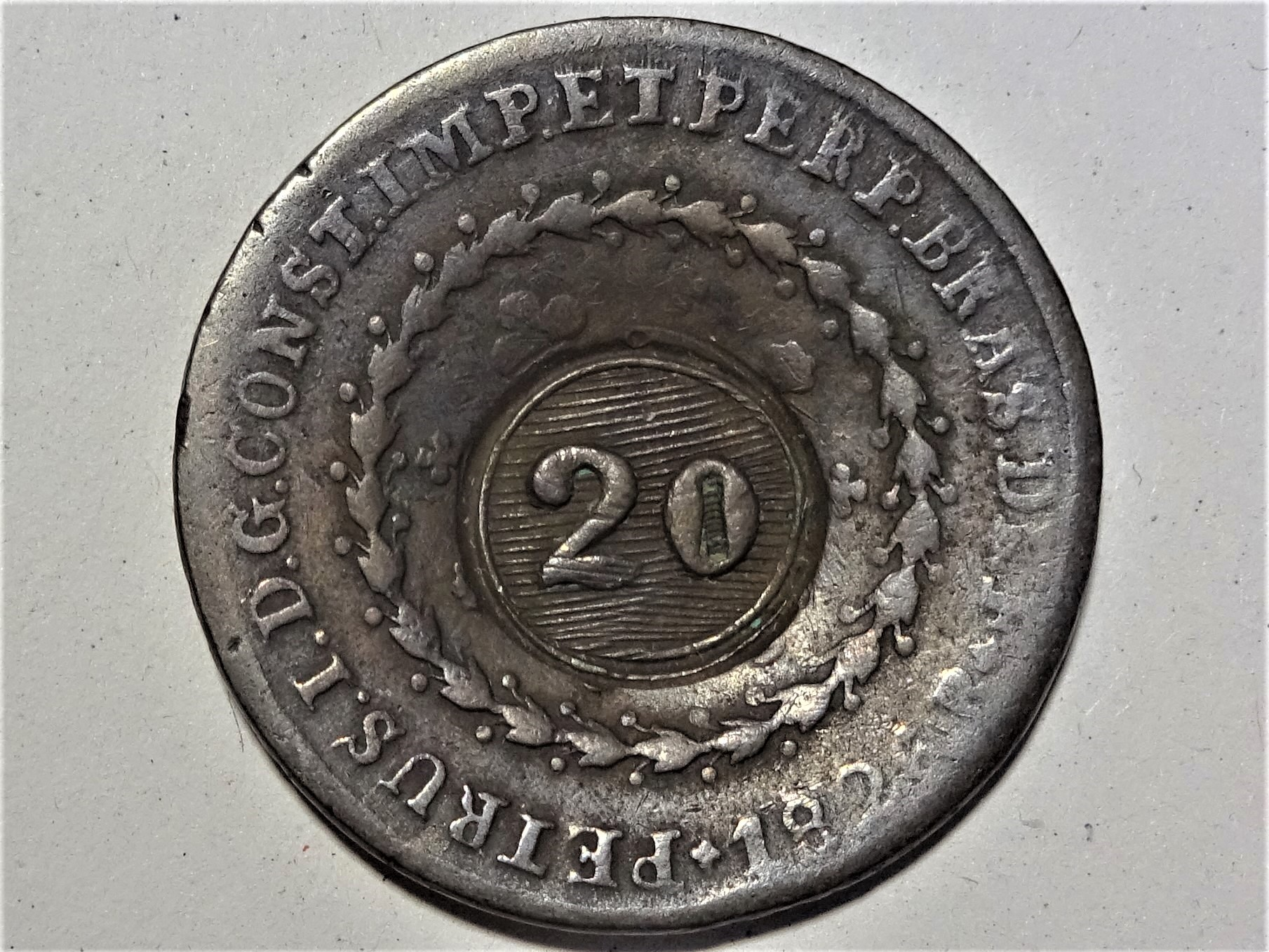
Brasilianische 80-Reis-Münze von 1826 mit Gegenstempel 20

Zu Beginn des 19. Jahrhunderts haben einige Schweizer Kantone Französische Ecu (Laubtaler) aus der Zeit von 1726 bis 1793 gegengestempelt und damit für den Umlauf in ihrem Kanton zugelassen, wenn sie ein bestimmtes Mindestgewicht aufwiesen.
Der Gegenstempel kann auch zum Zweck der Auf- oder Abwertung und zur Anerkennung des Wertes bei gleichzeitig umlaufenden wertgeminderten ähnlichen Geldstücken erfolgt sein (siehe Münzstätte Freiberg #Groschenzeit). Bekannt ist auch die Gegenstempelung von Gulden im Fränkischen Kreis, mit der die Festsetzung auf 60 Kreuzer erfolgte. Somit konnten auch Kurantmünzen mit Kleinmünzen durch Gegenstempelung in ein festes Verhältnis gesetzt werden, wobei hier der Maßstab ausnahmsweise die Kleinmünze war.
Siehe auch die folgenden Beispiele, wie durch Gegenstempelung aus deutschen Talern russische Münzen wurden:
- Schmalkaldischer Bundestaler#Ende der Münzprägung des Schmalkaldischen Bundes
- Dreibrüdertaler (Kursachsen)#Dreibrüdertaler mit Gegenstempel
- Vikariatsmünzen (Sachsen)#Vikariatsmünzen 1612

In der ersten Hälfte des 19. Jahrhunderts wurden vor allem in Brasilien die Kupfermünzen von zehn (X) bis 80 Reis (LXXX) besonders häufig gegengestempelt.

## Funktionen von Gegenstempelungen
Gegenstempel sind Maßnahmen um Defiziten oder Störungen des Münzgeldumlaufs entgegenzuwirken.
Zusammengefasst können Gegenstempelungen die folgenden Funktionen erfüllen:
- Prüfung der Echtheit der Münze und Bestätigung
- Prüfung und Bestätigung eines bestimmten Mindestfeingehalts (siehe Schildgroschen#Pfahlschildgroschen)
- Kontrolle der umlaufenden Geldmenge durch die Auflage die Münzen gegenstempeln zu lassen, durch die Erfassung der Zahl der Gegenstempelungen
- Zulassung fremder Münzen für den eigenen Geldumlauf
- Weitergeltung fremd gewordener Münzen für einen Übergangszeitraum (zum Beispiel unmittelbar nach der Unabhängigkeit eines Landes)
- Remonetarisierung einer stark abgeriebenen Münze, deren Herkunft und Gültigkeit zweifelhaft geworden ist
- Abwertung eines Nominals
- Aufwertung eines Nominals
- Nachweis über die Erbringung einer Sondersteuer
- politische Statements auszulöschen, zu ergänzen oder zu ersetzen

Zu den Nachteilen von Gegenstempelungen gehören:
- dass sie leichter zu fälschen sind, als ganze Münzen zu fälschen
- dass ihre Stapelbarkeit und auch ihre Automatentauglichkeit verloren geht.